# Melicytus ramiflorus
Melicytus ramiflorus é uma espécie de angiosperma da família Violaceae, endêmica da Nova Zelândia. Na língua maori é conhecida como māhoe.